# Pier Ferdinando Casini
Pier Ferdinando Casini (Bolonha, 3 de dezembro de 1955) é um político italiano, líder da União de Centro (UdC).
Foi presidente da Câmara dos Deputados da Itália na XIV Legislatura.